# Göteborgs och Bohus läns södra valkrets
Göteborgs och Bohus läns södra valkrets var i riksdagsvalen till andra kammaren 1911–1920 en egen valkrets med fem mandat. Valkretsen avskaffades inför valet 1921 och uppgick i Göteborgs och Bohus läns valkrets.
Valkretsen omfattade häraderna Askim, Västra Hising, Östra Hising, Sävedal, Inlands Södre, Inlands Nordre, Inlands Fräkne, Inlands Torpe, Tjörn, Orusts västra, Orusts östra samt städerna Kungälv och Marstrand.

## Riksdagsmän

### 1912–första riksmötet 1914
- Herman Andersson, lmb
- Carl Ödman, lmb (1912–14/3 1913)
  - Wilhelm Hellberg, lmb (2/4 1913–1914)
- Cornelius Olsson, lmb
- Oskar Lundgren, lib s
- Carl Olausson, lib s

### Andra riksmötet 1914
- Herman Andersson, lmb
- Oskar Gullstrand, lmb
- Cornelius Olsson, lmb
- Carl Olausson, lib s
- Robert Dahlberg, s

### 1915–1917
- Herman Andersson, vilde
- Wilhelm Hellberg, lmb
- Cornelius Olsson, lmb
- Carl Olausson, lib s (1915–1916)
  - Oskar Lundgren, lib s (1917)
- Gustav Hansson, s

### 1918–1920
- Cornelius Olsson, lmb
- Herman Andersson, jfg (invald på ett mandat tillhörande högern)
- Karl Andersson, lib s (1918–1919)
  - Adolf Alexandersson, lib s (1920)
- Bernhard Olsson, lib s
- Gustav Hansson, s

### 1921
- Cornelius Olsson, lmb
- Adolf Wallerius, lmb
- Herman Andersson, jfg
- Adolf Alexandersson, lib s
- Gustav Hansson, s

## Valresultat

### 1917
| Parti                | Parti                                     | Partiledare               | Röster          | Röster | Röster | Mandatfördelning | Mandatfördelning |
| Parti                | Parti                                     | Partiledare               | Antal           | %      | +− %   | Antal            | +−               |
| -------------------- | ----------------------------------------- | ------------------------- | --------------- | ------ | ------ | ---------------- | ---------------- |
|                      | Allmänna valmansförbundet                 | Arvid Lindman             | 5 688           | 42,06  | -7,98  | 2                | −1               |
|                      | Liberala samlingspartiet                  | Daniel Persson i Tällberg | 4 196           | 31,03  | +1,59  | 2                | +1               |
|                      | Sveriges socialdemokratiska arbetareparti | Hjalmar Branting          | 3 355           | 24,81  | +4,3   | 1                |                  |
|                      | Sveriges socialdemokratiska vänsterparti  | Zeth Höglund              | 282             | 2,08   | —      | 0                |                  |
|                      | Övriga partier                            | —                         | 3               | 0,02   | +0,01  | —                | —                |
| Antal giltiga röster | Antal giltiga röster                      | Antal giltiga röster      | 13 524          | 100,0  |        | 5                |                  |
| Ogiltiga röster      | Ogiltiga röster                           | Ogiltiga röster           | 42              |        |        |                  |                  |
| Totalt               | Totalt                                    | Totalt                    | 13 566 (55,6 %) |        |        |                  |                  |

Allmänna valmansförbundet gick till val med partibeteckningen Moderata, förutom 2 röster som hade namnet Försvarsvänner.
Liberalerna, socialdemokraterna och socialdemokratiska vänsterpartiet gick till val i en valkartell med partibeteckningen Frisinnade, lantmän, fiskare och arbetare. 2 av rösterna på de liberala hade andra beteckningar: 1 med Frisinnade fiskare och 1 med Frisinnade lantmän.
Inför valet upptogs 30 962 personer i röstlängden. Av dessa var 24 410 personer röstberättigade och 6 552 icke röstberättigade.

### 1920
| Parti                | Parti                                     | Partiledare                   | Röster          | Röster | Röster | Mandatfördelning | Mandatfördelning |
| Parti                | Parti                                     | Partiledare                   | Antal           | %      | +− %   | Antal            | +−               |
| -------------------- | ----------------------------------------- | ----------------------------- | --------------- | ------ | ------ | ---------------- | ---------------- |
|                      | Allmänna valmansförbundet                 | Arvid Lindman                 | 3 067           | 28,14  | -13,92 | 2                |                  |
|                      | Jordbrukarnas Riksförbund                 | Olof Olsson i Kullenbergstorp | 2 245           | 20,60  | +20,60 | 1                | +1               |
|                      | Sveriges socialdemokratiska arbetareparti | Hjalmar Branting              | 2 489           | 22,83  | -1,98  | 1                |                  |
|                      | Liberala samlingspartiet                  | Nils Edén                     | 2 379           | 21,83  | -9,2   | 1                | −1               |
|                      | Bondeförbundet                            | Johan Andersson i Raklösen    | 540             | 4,95   | +4,95  | 0                |                  |
|                      | Sveriges socialdemokratiska vänsterparti  | Zeth Höglund                  | 179             | 1,64   | -0,44  | 0                |                  |
|                      | Övriga partier                            | —                             | 1               | 0,01   | -0,01  | —                | —                |
| Antal giltiga röster | Antal giltiga röster                      | Antal giltiga röster          | 10 900          | 100,0  |        | 5                |                  |
| Ogiltiga röster      | Ogiltiga röster                           | Ogiltiga röster               | 42              |        |        |                  |                  |
| Totalt               | Totalt                                    | Totalt                        | 10 942 (43,8 %) |        |        |                  |                  |

Allmänna valmansförbundet gick till val med partibeteckningen Moderata.
Jordbrukarnas riksförbund och Bondeförbundet ingick i en valkartell med namnet Landets självförsöjning.
Socialdemokraterna och socialdemokratiska vänsterpartiet gick till val i en valkartell med partibeteckningen Arbetarepartiet. 
Liberala samlingspartiet gick till val med beteckningen De frisinnade, dock hade en av rösterna på de liberala istället beteckningen Frisinnade, lantmän, fiskare och arbetare.
Inför valet upptogs 32 005 personer i röstlängden. Av dessa var 24 949 personer röstberättigade och 7 056 icke röstberättigade.